# Wysokie obcasy
Wysokie obcasy (hiszp. Tacones lejanos) – hiszpańsko-francuski dramat filmowy w reżyserii Pedra Almodóvara z 1991 roku. Zdjęcia kręcono w Madrycie oraz w Elche w regionie Walencji.

## Obsada
- Victoria Abril... Rebeca
- Marisa Paredes... Becky del Páramo, matka Rebeki
- Miguel Bosé... sędzia Domínguez / Hugo / Letal
- Anna Lizaran... Margarita
- Mayrata O'Wisiedo... matka sędziego
- Cristina Marcos... Paula
- Féodor Atkine... Manuel
- Bibí Andersen... Suzanna
- Pedro Díez del Corral... Alberto
- Javier Bardem... prezenter TV
- Agustín Almodóvar... klient sklepu fotograficznego (niewymieniony w czołówce)
- Lupe Barrado... Luisa
- Miriam Díaz Aroca... Isabel
- Nacho Martínez... Juan
- Roxy Vaz... dilerka

## Nagrody
- 1992 Cartagena Film Festival – Marisa Paredes (w kategorii najlepsza aktorka)
- 1992 Cartagena Film Festival – Pedro Almodóvar (w kategorii najlepszy film)
- 1992 Fotogramas de Plata – Marisa Paredes (w kategorii najlepsza aktorka)
- 1992 Sant Jordi Awards – Marisa Paredes (w kategorii najlepsza hiszpańska aktorka)